# Glenfield, Pennsylvania
Glenfield är en ort i Allegheny County i delstaten Pennsylvania, USA.